# Leonardo Balerdi
Leonardo Julián Balerdi Rosa (Villa Mercedes, Argentina, 26 de enero de 1999) es un futbolista argentino que juega de defensa en el Olympique de Marsella de la Ligue 1 de Francia.

## Trayectoria

### Inicios en Boca Juniors
Balerdi llegó a Boca Juniors el 19 de enero de 2013, con tan solo 14 años de edad, procedente del Sportivo Pueyrredón, en donde se desempeñaba como mediocampista de contención. Debido a sus condiciones físicas, su posición cambió por decisión de Fabián Fedullo a la de defensor central. Su llegada a Boca se produjo gracias al captador Diego Mazzilli, quien organizó una prueba en el club Aviador Origone en Villa Mercedes, ciudad natal de Balerdi.
Desde su llegada a Boca Juniors, el club ha obtenido títulos entre novena, octava, séptima y quinta división. El 13 de septiembre de 2016, Rolando Schiavi, director técnico de los reservas del club, convocó a Balerdi a dicho equipo.
El 31 de enero de 2018 formó parte del entrenamiento del primer equipo de Boca, y el 27 de marzo, el entrenador Guillermo Barros Schelotto confirmó la inclusión de Balerdi en la lista de buena fe para la Copa Libertadores. Pese a su posición, le fue asignado el dorsal número 9, perteneciente al en ese momento lesionado Darío Benedetto.
Su debut se produjo el 27 de agosto de 2018 en el encuentro de Boca frente a Huracán, con solidez y firmeza dejó bien parada su imagen en su primer partido. En octubre de ese mismo año recibió una oferta de F. C. Barcelona la cual rechazó.

### Borussia Dortmund
A principios de enero de 2019, cuando Balerdi, llevaba solamente 5 partidos con Boca, el Borussia Dortmund se hizo con el 100% de su pase por la cifra de €12.000.000. El jugador se desempeñó a lo largo del año en las divisiones inferiores del club.
El 7 de diciembre de ese mismo año tuvo su debut frente a Fortuna Düsseldorf ingresando a los 77 minutos. En julio de 2020, tras poca continuidad con el primer equipo, decidió buscar otros caminos y esperar ofertas.

### Olympique de Marsella
En julio de 2020, Balerdi, fue cedido al Olympique de Marsella con una opción de compra de 14 millones de euros. Su debut en el equipo francés se produjo el 30 de agosto de ese año, en la victoria del Olympique frente al Stade Brestois.
El 24 de octubre anotó su primer gol oficial con el Olympique, este fue de cabeza y ayudó a Les Phocéens a vencer al F. C. Lorient por 1:0. En toda la temporada 2021-22, se afianzó como defensor central entre rotaciones y titularidades.
En julio de 2021, Leonardo, pasó a formar parte definitivamente del club francés, por una suma de €15.500.000.
El 4 de octubre de 2022, afianzado como defensor titular, marcó su segundo gol en el club, fue nuevamente de cabeza, en el marco de la Liga de Campeones de la UEFA 2022-23 frente al Sporting de Lisboa.
El 16 de agosto de 2024 renovó su contrato con el Olympique de Marsella hasta 2028 y, tras cuatro años vistiendo la camiseta del club, se convirtió en capitán de este mismo.

## Estilo de juego
Se caracteriza por ser un central de gran estatura (1,88 m) y buena técnica para salir jugando. Sumados a su capacidad para el anticipo, es considerado un jugador con proyección de futuro. Cabe destacar que anteriormente jugaba en la posición de mediocampista de contención, así como enganche.

## Estadísticas

### Clubes
Actualizado al último partido disputado el 15 de agosto de 2025.
| Club                          | Div.          | Temporada     | Liga  | Liga  | Copas nacionales | Copas nacionales | Copas internacionales | Copas internacionales | Total | Total |
| Club                          | Div.          | Temporada     | Part. | Goles | Part.            | Goles            | Part.                 | Goles                 | Part. | Goles |
| ----------------------------- | ------------- | ------------- | ----- | ----- | ---------------- | ---------------- | --------------------- | --------------------- | ----- | ----- |
| C. A. Boca Juniors Argentina  | 1.ª           | 2018-19       | 5     | 0     | —                | —                | —                     | —                     | 5     | 0     |
| C. A. Boca Juniors Argentina  | Total club    | Total club    | 5     | 0     | 0                | 0                | 0                     | 0                     | 5     | 0     |
| Borussia Dortmund · Alemania  | 1.ª           | 2019-20       | 7     | 0     | 0                | 0                | 1                     | 0                     | 8     | 0     |
| Borussia Dortmund · Alemania  | Total club    | Total club    | 7     | 0     | 0                | 0                | 1                     | 0                     | 8     | 0     |
| Olympique de Marsella Francia | 1.ª           | 2020-21       | 21    | 2     | 1                | 0                | 3                     | 0                     | 25    | 2     |
| Olympique de Marsella Francia | 1.ª           | 2021-22       | 17    | 0     | 3                | 0                | 4                     | 0                     | 24    | 0     |
| Olympique de Marsella Francia | 1.ª           | 2022-23       | 35    | 0     | 3                | 0                | 6                     | 1                     | 44    | 1     |
| Olympique de Marsella Francia | 1.ª           | 2023-24       | 24    | 2     | 2                | 0                | 13                    | 0                     | 39    | 2     |
| Olympique de Marsella Francia | 1.ª           | 2024-25       | 27    | 0     | 2                | 0                | —                     | —                     | 29    | 0     |
| Olympique de Marsella Francia | 1.ª           | 2025-26       | 1     | 0     | 0                | 0                | 0                     | 0                     | 1     | 0     |
| Olympique de Marsella Francia | Total club    | Total club    | 125   | 4     | 11               | 0                | 26                    | 1                     | 162   | 5     |
| Total carrera                 | Total carrera | Total carrera | 137   | 4     | 11               | 0                | 27                    | 1                     | 175   | 5     |

## Palmarés

### Campeonatos nacionales
| Título                | Club              | País      | Año     |
| --------------------- | ----------------- | --------- | ------- |
| Superliga Argentina   | Boca Juniors      | Argentina | 2017-18 |
| Supercopa de Alemania | Borussia Dortmund | Alemania  | 2019    |

### Campeonatos internacionales
| Título                                    | Equipo           | País   | Año     |
| ----------------------------------------- | ---------------- | ------ | ------- |
| Torneo Internacional Sub-20 de La Alcudia | Argentina Sub-20 | España | 2018-19 |